# 735 Марґанна
735 Марґанна (735 Marghanna) — астероїд головного поясу, відкритий 9 грудня 1912 року.
Тіссеранів параметр щодо Юпітера — 3,219.